# 이시다테 야스키
이시다테 야스키(일본어: 石舘 靖樹, 1984년 9월 24일 ~ )는 일본의 전 축구 선수이다.

## 구단 경력
과거 가시와 레이솔, 도치기 SC, 도치기 우바, 츠바이겐 가나자와에서 활동하였다.